# Journey (w-inds.のアルバム)
『Journey』（ジャーニー）は、w-inds.の6枚目のオリジナルアルバム。DVD付属の1形態で2007年3月7日発売。

## 解説
前オリジナルアルバム『THANKS』より約1年ぶりのリリースとなったオリジナルアルバム。シングル「TRIAL」「ブギウギ66」「ハナムケ」の3枚のシングルを含む全15曲を収録。
アルバム・タイトル『Journey』は、前年にデビュー5周年ということで、感謝の気持ちを込めて『THANKS』（＝ありがとう）というタイトルを冠したアルバムを発表し、「5周年ありがとう」と言ってしまったので、また新たな旅立ち・スタートを切りたい、次なるステップを踏みたいという思いを込め、初心に戻った感覚で『Journey』と命名。
収録曲「Journey」（M9）は、アルバムのタイトル・ソングではなく、たまたまネーミングが重複したとのことだが、レコーディング・スタジオにて、収録曲「Journey」の作詞・作曲者である阿久津健太郎と顔を合わせた際、メンバーが「タイトル、戴きました。」と挨拶をしたとのこと。
収録曲「THIS IS OUR SHOW」（M1）及び「Is that you」（M3）は、クレイグ・デイヴィッド等海外大物アーティストから、AI、安室奈美恵や倖田來未、谷村奈南、土屋アンナ、東方神起、中森明菜、リア・ディゾンといった邦楽アーティスト、またアジア圏で活躍するタイのアーティストタタ・ヤンに至るまで、ワールドワイドな楽曲提供・コラボを次々に実現させている多国籍コンポーザー・プロデューサー集団"Phrased Differently"が楽曲を提供。「THIS IS OUR SHOW」は、今アルバムを引っさげたツアー"w-inds.Live Tour 2007 〜Journey〜"のオープニングを飾った。
収録曲「Top Secret」（M2）は、スウェーデンのアーティスト、Darin Zanyarの「If you wanna」のカバー曲。詞の設定は“恋愛を禁止された架空の未来”。
。
収録曲「Crazy for You」（M4）は、同じくDarin Zanyarの「The Anthem」のカバー曲。尚この楽曲で、倖田來未、リア・ディゾンを手掛けるHimari Michikawaが作詞で初起用された。
収録曲「Devil」（M5）のデビルとは、自分の中に潜む邪心を指す。また、Rap部分で、良心（天使/龍一）と邪心（悪魔/涼平）の掛け合いがあり、自問自答を繰り広げている。
収録曲「Milky Way」（M8）のミルキー・ウェイとは天の川のことを指す。七夕をテーマに描かれた。
収録曲「地図なき旅路」（M11）と「Celebration」（M12）は、同事務所所属のSPEEDのプロデューサーで知られる伊秩弘将が、w-inds.に初めて詞・楽曲提供を行った2曲である。（「Celebration」は当初、VISION FACTORYのサイトで、クリスマス限定で配信されていた楽曲であった。）
21stシングルであり、今アルバム収録曲でもある「ハナムケ」（M15）は、RAREのシングル「we only got tonight」のカバー曲。
特典DVDには、「Making & Interview」が収録されている。

## CD収録曲
| CD |                  | |      |
| 1  | THIS IS OUR SHOW | 作詞:shungo. / 作曲:Philippe-Marc Anquetil,Christopher Lee Joe,Danny Lattouf / 編曲:Koma2 Kaz                            | 2:59 |
| 2  | Top Secret       | 作詞:Takamitsu Shimazaki / 作曲:Eshraque Mughal,David Eriksen,Darin Zanyar,Remee / 編曲:Koma2 Kaz                        | 3:00 |
| 3  | Is that you      | 作詞:Izumi Arisato / 作曲:Hiten Bharadia,Paulo Mendonca,Iain James Farquharson,Curtis Richardson / 編曲:Koma2 Kaz        | 3:40 |
| 4  | Crazy for You    | 作詞:Himari Michikawa / 作曲:George Samuelson,Adam Baptiste / 編曲:Koma2 Kaz                                             | 3:01 |
| 5  | Devil            | 作詞:shungo. / 作曲:Fredrik Odesjo,Marco Rakascan,Claude Kelly / 編曲:Koma2 Kaz                                          | 3:20 |
| 6  | TRIAL            | 作詞:shungo. / 作曲:Hiroo Yamaguchi / 編曲:Koma2 Kaz                                                                     | 4:46 |
| 7  | 遠い記憶         | 作詞:Kiyohito Komatsu / 作曲:Hiroo Yamaguchi,Daisuke Kahara / 編曲:Daisuke Kahara                                        | 3:12 |
| 8  | Milky Way        | 作詞:Takamitsu Shimazaki / 作曲:Nicolai Seebach,Rasmus Seebach,Vincent Pontare,Johan "Jones" Wetterberg / 編曲:Koma2 Kaz | 3:52 |
| 9  | Journey          | 作詞・作曲:Kentaro Akutsu / 編曲:Koma2 Kaz                                                                               | 4:32 |
| 10 | メッセージ       | 作詞・作曲・編曲:Hiroaki Hayama                                                                                          | 5:57 |
| 11 | 地図なき旅路     | 作詞・作曲:Hiromasa Ijichi / 編曲:Koma2 Kaz                                                                              | 4:43 |
| 12 | Celebration      | 作詞・作曲:Hiromasa Ijichi / 編曲:Koma2 Kaz                                                                              | 5:13 |
| 13 | ブギウギ66       | 作詞:Takamitsu Shimazaki,Satori Shiraishi / 作曲:Satori Shiraishi / 編曲:Keiji Tanabe                                    | 4:09 |
| 14 | TRIANGLE         | 作詞:Izumi Arisato / 作曲:Samuel Waermo,Mimmi Waermo,Marcus Englof / 編曲:Koma2 Kaz                                      | 3:19 |
| 15 | ハナムケ         | 作詞:shungo. / 作曲:Thomas Gustafsson,Hugo Lira,Simon Perry / 編曲:Koma2 Kaz                                             | 3:39 |

## タイアップ
| M-6  | TRIAL      | FIFA、JFA公認映画『GOAL!』日本語吹き替え版テーマソング                    |
| M-13 | ブギウギ66 | 『いろメロミックスDX』CMソング NTV『スポんちゅ』9月度エンディングテーマ曲 |
| M-15 | ハナムケ   | ブルボン『ビタミンCガム』『はなのどガム』CMソング                         |

## 発売形態
| 形態   | 発売日       | 品番       | ジャケット | 備考                                                                    |
| ------ | ------------ | ---------- | ---------- | ----------------------------------------------------------------------- |
| CD+DVD | 2007年3月7日 | PCCA-02417 | 永続仕様   | 初回生産分特典：w-inds.CDジャケットサイズステッカー（全4種類中1枚封入） |